# Pénitencier de femmes
Ne doit pas être confondu avec Pénitencier de femmes perverses.
Série Black Emanuelle
Emanuelle et les Filles de madame Claude
(1978) Révolte au pénitencier de filles
(1983)
Pour plus de détails, voir Fiche technique et Distribution.
Pénitencier de femmes (Violenza in un carcere femminile) est un film italo-français réalisé par Bruno Mattei, sorti en 1982.

## Synopsis
Emanuelle, est une reporter-photographe métisse voyageant à travers le monde à la recherche de scoop pour la 
revue qui l'emploie.
Afin de réaliser un reportage dans une prison, elle feint d'être une vendeuse de drogue et finit ainsi par entrer en cellule. Elle peut donc dénoncer les violences faites aux prisonnières.
Mais sa supercherie est découverte et ainsi elle est soumise à divers châtiments : passage à tabac et mise à l'isolement où elle est attaquée par une meute de rats. Le docteur Moran lui vient à l'aide et, grâce à la complicité et au sacrifice d'autres détenues, Emanuelle parvient à dénoncer les violences et à faire arrêter les responsables.

## Fiche technique
- Titre original : Violenza in un carcere femminile
- Titre français : Pénitencier de femmes
- Réalisation : Bruno Mattei
- Scénario : Ambrogio Molteni et Olivier Lefait
- Musique : Luigi Ceccarelli
- Photographie : Luigi Ciccarese
- Montage : Bruno Mattei
- Pays de production :  Italie -  France
- Format : couleurs - 1,85:1 - mono
- Genre : action, thriller
- Durée : 90 minutes
- Dates de sortie : 
  - Allemagne de l'Ouest : 9 septembre 1982
  - Italie : 11 novembre 1982
  - France : 11 mai 1983

## Distribution

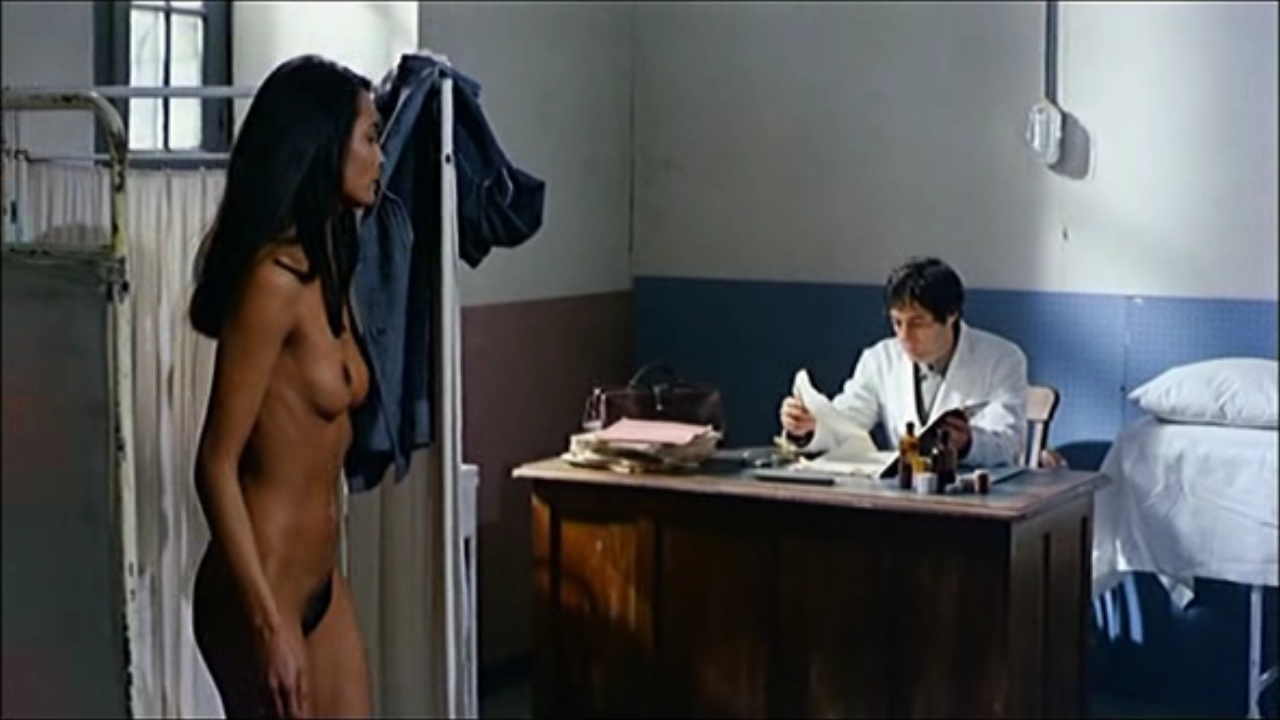
Scène du film.

- Laura Gemser : Emanuelle / Laura Kendall
- Gabriele Tinti : Docteur Moran
- Maria Romano : Kitty
- Ursula Flores : Consuelo
- Lorraine De Selle : Head Warden
- Franca Stoppi : Rescaut
- Jacques Stany : l'inspecteur en chef